# Maria Himmelfahrt (Brzezinka, Oleśnica)

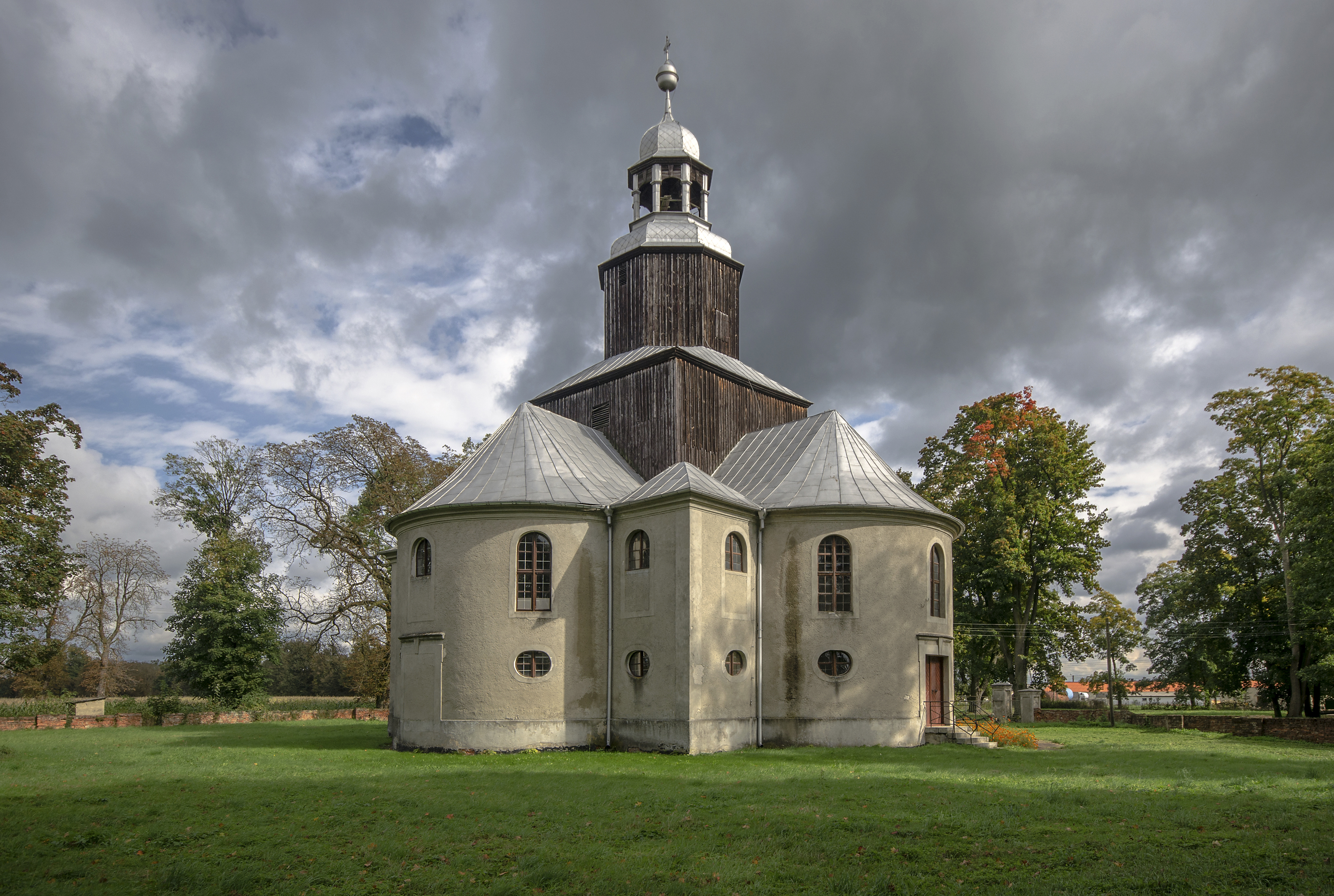
Kirche Mariä Himmelfahrt in Briese

Die Kirche Mariä Himmelfahrt (polnisch Kościół Wniebowzięcia Najświętszej Marii Panny) ist eine Römisch-katholische Filialkirche in Brzezinka (deutsch Briese) in der Stadt- und Landgemeinde Oleśnica im Powiat Oleśnicki in der Woiwodschaft Niederschlesien in Polen. Bis 1945 war sie ein evangelisches Gotteshaus.

## Geschichte
Schon für 1538 ist eine evangelische Kirche belegt. Die vorherige Kirche wurde 1737 durch einen Neubau ersetzt. Gestiftet wurde der Bau vom Grafen Joachim von Kospoth. Die Kirchenweihe wurde erst nach dem Übergang Schlesiens an Preußen 1742 durchgeführt. 1816–1818 wurde die Kirche umgebaut, 1930 restauriert. Seit der polnischen Übernahme der Region ist die Kirche römisch-katholisch.

## Bauwerk
Es ist eine Backsteinkirche mit kreuzförmigem Grundriss, wobei die Kreuzarme halbkreisförmig geschlossen sind. Das Dach trägt einen kleinen Dachreiter mit Zwiebelturm und Laterne.

## Inneres
Der barocke Hauptaltar wurde von 1742 geschaffen. Im Inneren befinden sich Epitaphe für Hans von Strachwitz († 1591), Helena von Kottulinsky († 1626) und Ursula von Gellhorn († 1690).